# Metőc-patak
A Metőc-patak Sopronhorpácson ered, Győr-Moson-Sopron vármegye nyugati részén. A patak forrásától kezdve előbb keleti-északkeleti irányba tart, majd a falu határában délkeleti irányba fordul, Simaságtól délnyugatra a Pós-patak torkollik belé. Tompaládonynál torkollik a patak a Répce folyóba. 

## Part menti települések
- Sopronhorpács
- Egyházasfalu
- Iklanberény
- Simaság
- Sajtoskál[1]
- Nemesládony
- Tompaládony

## Képgaléria

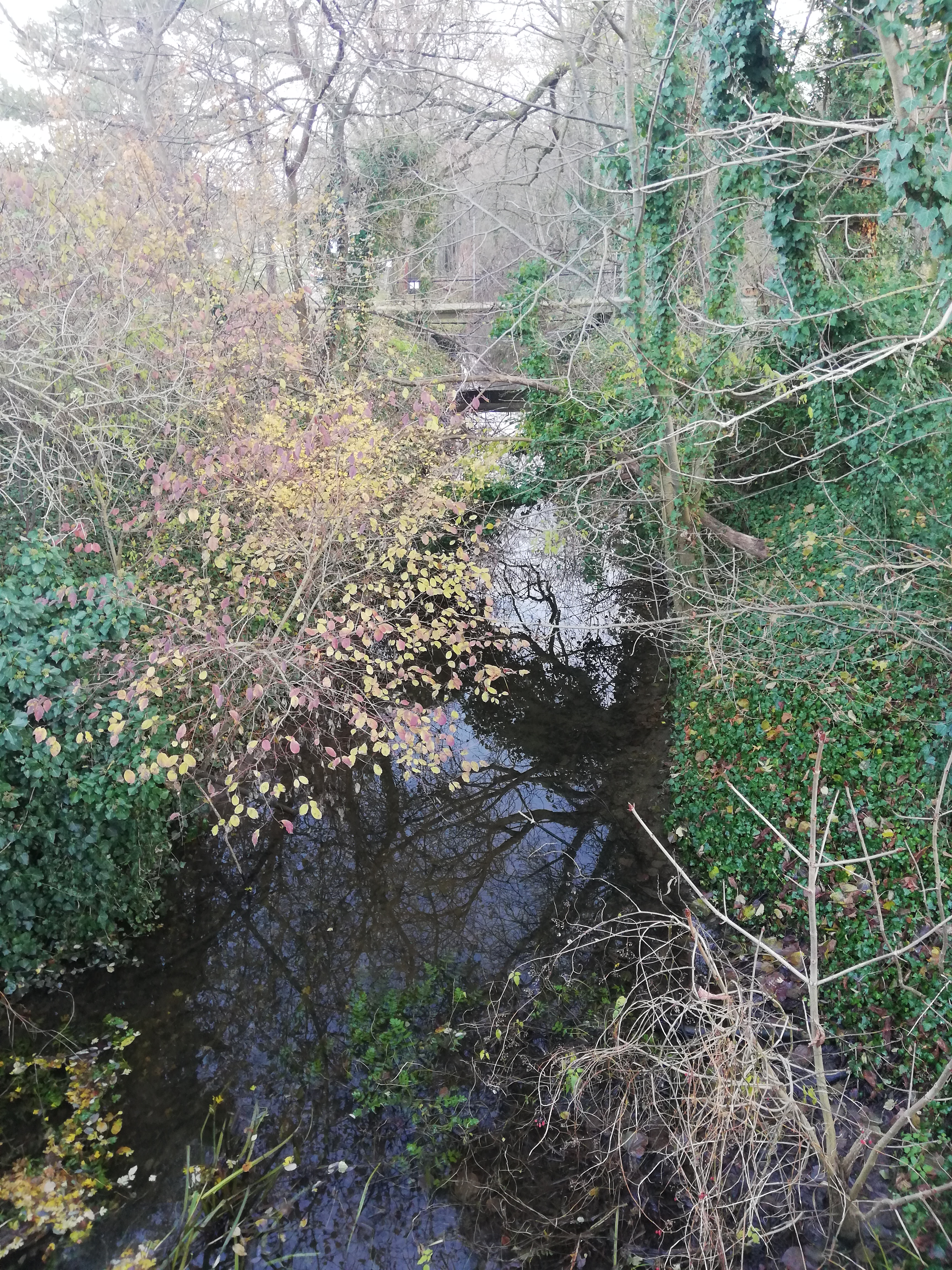
A patak Sajtoskálnál, a 8634-es út hídjától lefelé nézve
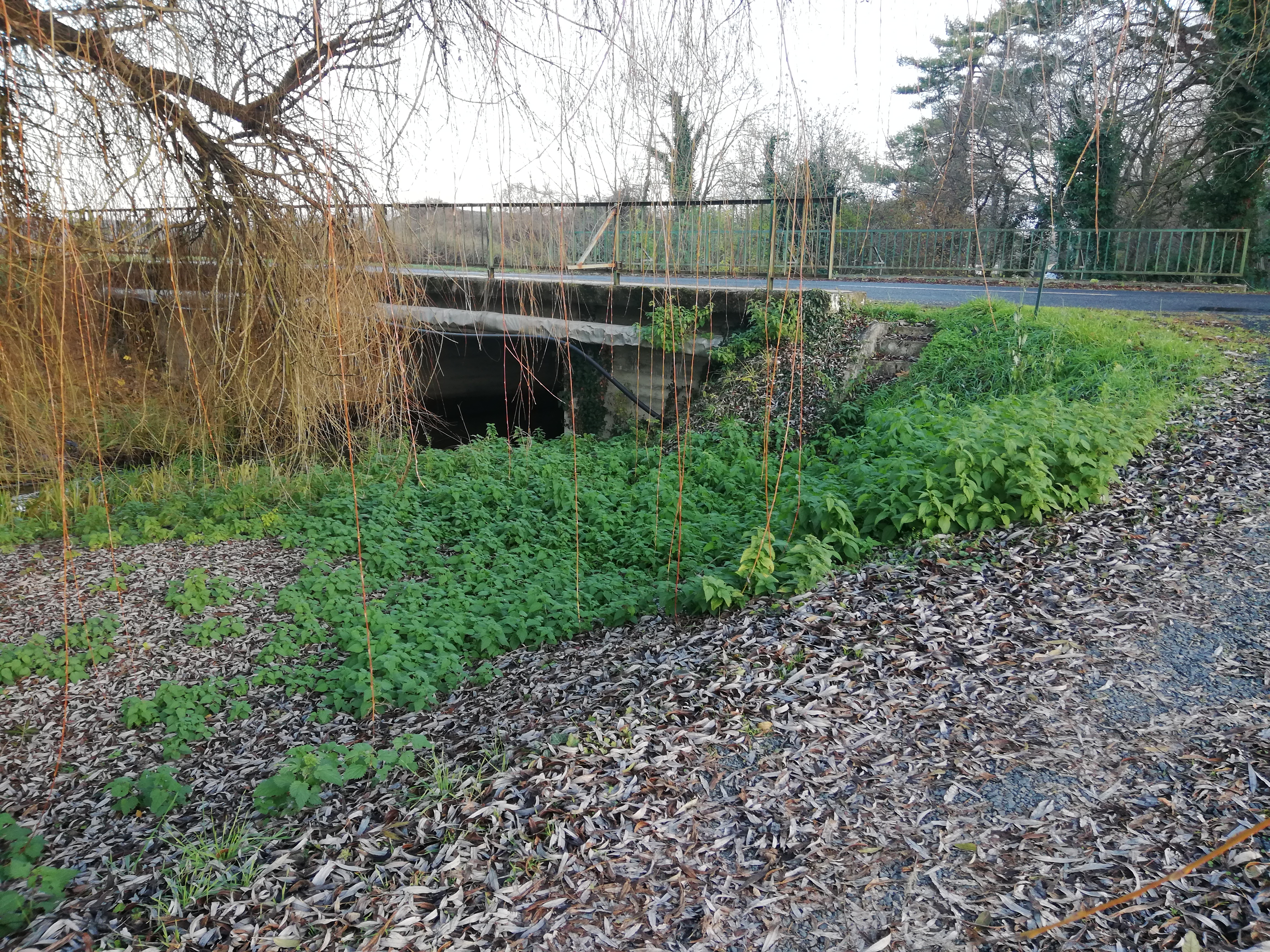
A 8634-es út hídja Sajtoskálnál
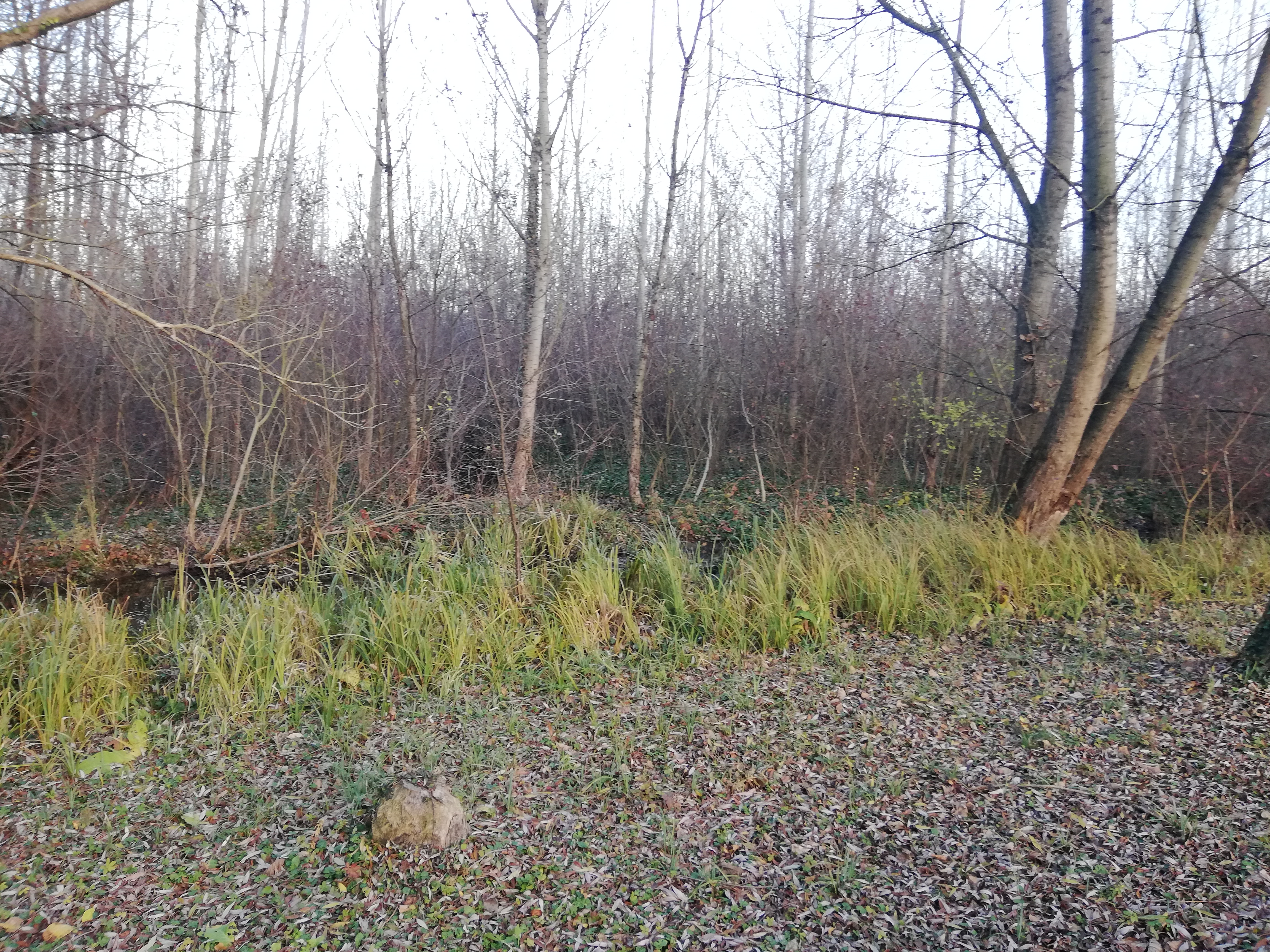
Galériaerdő a patak két oldalán Sajtoskálnál